# Institut des langues de Finlande
L'Institut de langues de Finlande (en finnois : Kotimaisten kielten keskus, abrégé en KOTUS, en suédois : Institutet för de inhemska språken) est un institut de recherche linguistique finlandais axé sur le finnois, le suédois, les langues sames, le romani, et la langue des signes finlandaise.

## Présentation
L'institut est chargé de la normalisation des langues historiquement parlées en Finlande et est l'autorité de référence s'agissant du finnois. Concernant le suédois, l'institut s'appuie la plupart du temps sur le suédois parlé en Suède afin de conserver une cohérence entre cette langue et le suédois parlé en Finlande.